# Stensundet
Stensundet este o arie protejată (arie specială de conservare — SAC, sit de importanță comunitară — SCI, arie de protecție specială avifaunistică — SPA) din Suedia întinsă pe o suprafață de 421,4 ha, integral pe uscat.

## Localizare
Centrul sitului Stensundet este situat la coordonatele 63°18′32″N 15°04′20″E / 63.3089°N 15.0721°E.

## Înființare
Situl Stensundet a fost declarat sit de importanță comunitară în aprilie 2004 pentru a proteja 1 specie de plante și 14 specii de animale. Alte tipuri de protecție:
- arie de protecție specială avifaunistică (în aprilie 2004)[2]
- arie specială de conservare (în martie 2011)[1][3][4]

## Biodiversitate
Situată în ecoregiunea boreală, aria protejată conține 6 habitate naturale: Mlaștini turboase de tranziție și turbării mișcătoare, Ape puternic oligomezotrofe cu vegetație bentonică cu Chara spp., Păduri fino-scandinave bogate în ierburi cu Picea abies, Mlaștini alcaline, Mlaștini împădurite, Taiga vestică.
La baza desemnării sitului se află mai multe specii protejate:
- plante (1): papucul doamnei (Cypripedium calceolus)
- păsări (12): minunița (Aegolius funereus), cocoșul de mesteacăn (Bonasa bonasia), lebădă de iarnă (Cygnus cygnus), ciocănitoare neagră (Dryocopus martius), cufundar mic (Gavia stellata), cocor (Grus grus), ciocănitoare de munte (Picoides tridactylus), ciocănitoare verzuie (Picus canus), corcodel-urechiat (Podiceps auritus), cocoșul de mesteacăn (Tetrao tetrix tetrix),  cocoș de munte (Tetrao urogallus), fluierar de mlaștină (Tringa glareola)
- nevertebrate (2): Lycaena helle, Vertigo genesii